# Bourton Rovers F.C.
Câu lạc bộ bóng đá Bourton Rovers là một câu lạc bộ bóng đá có trụ sở ở Bourton-on-the-Water, Gloucestershire, Anh. Trực thuộc Gloucestershire County Football Association, Câu lạc bộ hiện là thành viên của Hellenic Football League và thi đấu trên sân Rissington Road. Biệt danh của dội là The Rovers.

## Lịch sử
Câu lạc bộ được thành lập vào năm 1894. Câu lạc bộ đã chơi ở các giải đấu địa phương trong khu vực ở Cheltenham Football League, sau đó chuyển lên Gloucestershire Northern Senior League trước khi chuyển đến Witney and District League. Sau khi kết thúc á quân ở giải Witney và District Premier vào cuối mùa giải 2015-16, câu lạc bộ chuyển đến Hellenic Football League cho mùa giải 2016-17. Câu lạc bộ đã vô địch Division Two West trong mùa giải đầu tiên, nhưng bị từ chối thăng hạng do mặt bằng của đội không đáp ứng được yêu cầu đối với bóng đá Division One. Sau khi về thứ 5 trong chiến dịch 2018-19, câu lạc bộ đã được thăng hạng lên Division One West cùng với nhà vô địch giải đấu Moreton Rangers.

## Sân vận động
Câu lạc bộ đã chơi tại sân Rissington Road từ năm 1894. 
Sân được tặng cho câu lạc bộ bởi nhà hảo tâm địa phương George Moore.

## Danh hiệu
- Hellenic League[4]
  - Vô địch Division Two West (1) 2016-17
- Gloucestershire Northern Senior League[9]
  - Vô địch Division Two (2) 1999-00, 2003-04
- Witney and District League[10][11]
  - Vô địch Division One (1) 2014-15
  - Vô địch Division Four (1) 2012-13
- Cheltenham Football League[12][13][14]
  - Vô địch Division One (3) 1949-50, 1992-93, 1998-99
  - Vô địch Division Two (2) 1948-49, 1967-68
  - Vô địch Division Three (1) 1979-80
  - Vô địch Senior Charities Cup (2) 1970-71, 1998-99